# Lysurus gardneri
Lysurus gardneri är en svampart som beskrevs av Berk. 1846. Lysurus gardneri ingår i släktet Lysurus och familjen stinksvampar.   Inga underarter finns listade i Catalogue of Life.